# Beloveža
Beloveža (in ungherese Bélavézse, in tedesco Weissturn, in ruteno Biloveža) è un comune della Slovacchia facente parte del distretto di Bardejov, nella regione di Prešov.

## Storia
Il villaggio viene citato per la prima volta nel 1355 (Alba Turris). All'epoca apparteneva alla Signoria di Smilno e la giustizia vi veniva amministrata secondo le leggi del diritto germanico. Successivamente passò alla Signoria di Makovica. Rimasto spopolato a causa delle guerre e delle rivolte del XV secolo, venne ripopolato da coloni ruteni.